# Bezwyznaniowość w Indonezji
Bezwyznaniowość w Indonezji – Konstytucja Indonezji zakłada wolność wyznania, lecz osoby niereligijne spotykają się w Indonezji z brakiem tolerancji, dyskryminacją oraz ostracyzmem, część z nich zaś udaje przywiązanie do wiary muzułmańskiej.
Postawy ateistyczne i agnostyczne nie są zabronione przez prawo państwowe (potwierdził to Lukman Hakim Saifuddin, indonezyjski minister ds. religii, przyznając jednak, że przepisy nie są jasne, a interpretacja prawa należy do sądów), mogą jednak zostać opisane jako bluźnierstwo, za które grozi kara do 5 lat pozbawienia wolności. Według szacunków adwokatów broniących Alexandra Aana, indonezyjskiego ateistę skazanego za taki czyn, liczba ateistów w Indonezji wynosi do 2 tysięcy osób.

## Sytuacja prawna osób bezwyznaniowych
Brak wiary monoteistycznej jest niezgodny z pierwszą zasadą oficjalnej ideologii państwowej zwanej Pancasilą, a obywatele tego kraju mają obowiązek wybrania jednej z sześciu oficjalnie uznanych przez władze religii (islamu, protestantyzmu, katolicyzmu, hinduizmu, buddyzmu lub konfucjanizmu), która wpisywana jest w dowód osobisty (zwraca się uwagę na rozbieżność pomiędzy wspomnianą zasadą a możliwością określenia przynależności do religii deistycznych). Podobnego wyboru należy dokonać podczas podjęcia zatrudnienia, uzyskiwania dokumentów takich jak akt urodzenia czy małżeństwa, zaś rejestracja różnych organizacji wymaga oświadczenia ich twórców o podporządkowaniu się zasadom Pancasili. Według badań przeprowadzonych przez Pew Research Center 30% mieszkańców Indonezji wyznających islam popiera karę śmierci za riddę.
19 kwietnia 2010 przy jednym głosie sprzeciwu indonezyjski Trybunał Konstytucyjny oddalił petycję w sprawie zniesienia obowiązującego od 1965 prawa (dekret prezydencki nr 1/PNPS/1965 w sprawie zapobiegania bluźnierstwom i znieważania religii), z którego wynikają obecnie obowiązujące przepisy karne dotyczące bluźnierstwa.
Uznanie przez część mieszkańców Indonezji braku wiary jako postawy niezgodnej z prawem może wynikać z mentalności pozostałej po okresie reżimu Suharto, będącego zagorzałym przeciwnikiem odrzucającego religię komunizmu. W wyniku masowych morderstw dokonywanych na prawdziwych i domniemanych działaczach komunistycznych po próbie przeprowadzenia zamachu stanu przez Partię Komunistyczną Indonezji w 1965, część ateistów zaczęła ukrywać swój światopogląd w obawie przed oskarżeniem o posiadanie zakazanych przez państwo poglądów komunistycznych.

## CasusAlexandra Aana
18 stycznia 2012 Alexander Aan, 30-letni urzędnik z Pulau Punjung, stał się ofiarą pobicia przez tłum zgromadzony w pobliżu jego miejsca pracy z powodu ateistycznych poglądów, przez co został objęty ochroną policyjną w postaci „aresztu”, gdzie spotkał się z przemocą ze strony innych osadzonych, w związku z czym został przeniesiony do aresztu w Padang. Dwa dni później został oskarżony o bluźnierstwo (jednym z dowodów były wpisy na dwóch profilach serwisu społecznościowego Facebook o treściach takich jak „God does not exist”), podżeganie do nienawiści wobec związków wyznaniowych za pomocą Internetu oraz poświadczenie nieprawdy, za co groziło mu dodatkowe 6 lat więzienia (skłamał określając siebie w podaniu o pracę jako muzułmanina). 14 czerwca 2012 sąd w Sumatrze Zachodniej skazał Aana na 30 miesięcy pozbawienia wolności oraz grzywnę w wysokości 100 mln rupii indonezyjskich (suma przekraczająca dwukrotność średnich rocznych zarobków w tym kraju). Amnesty International określiła Anna jako więźnia sumienia, wzywając do jego natychmiastowego i bezwarunkowego uwolnienia, zaś 7970 osób podpisało się pod petycją do Baracka Obamy o wezwanie władz Indonezji do zwolnienia Aana (Biały Dom nie ustosunkował się do tej sprawy, gdyż nie została zebrana wymagana liczba 25 000 podpisów). Powszechne oburzenie indonezyjskiego społeczeństwa wywołał fakt, iż ateista Aan pochodzi z grupy etnicznej Minangkabau, znanej z dużej religijności. Aan został zwolniony z zakładu karnego 27 stycznia 2014. Pracuje jako nauczyciel matematyki.

## Indonesian Atheists
Indonesian Atheists (z ang. „indonezyjscy ateiści”) to licząca ok. 400–500 członków nieformalna organizacja zrzeszająca osoby niereligijne założona w październiku 2008 przez Karla Karnadiego (ukończył studia wyższe w Niemczech, pracuje jako inżynier oprogramowania dla Facebooka). Większość jej działań odbywa się w Internecie, co jest typowe dla grup niereligijnych w tym kraju, mimo że IA organizowała również spotkania w Dżakarcie. Od 2011 IA należy do Atheist Alliance International.